# Rajd Lyon-Charbonnières-Stuttgart Solitude Deutschlandrallye 1967
Rajd Lyon-Charbonnières-Stuttgart Solitude Deutschlandrallye 1967 (20. Rallye Lyon-Charbonnières-Stuttgart Solitude Deutschlandrallye) – 20 edycja rajdu samochodowego Rajd Stuttgart Lyon-Charbonnières Solitude rozgrywanego we Francji. Rozgrywany był od 16 do 19 marca 1967 roku. Była to czwarta runda Rajdowych Mistrzostw Europy w roku 1967 oraz trzecia runda Rajdowych Mistrzostw Francji.

## Klasyfikacja rajdu
| Miejsce                      | Kierowca                     | Pilot                        | Samochód                     | Czas                         | Strata                       |                              |
| Klasyfikacja generalna i ERC | Klasyfikacja generalna i ERC | Klasyfikacja generalna i ERC | Klasyfikacja generalna i ERC | Klasyfikacja generalna i ERC | Klasyfikacja generalna i ERC | Klasyfikacja generalna i ERC |
| ---------------------------- | ---------------------------- | ---------------------------- | ---------------------------- | ---------------------------- | ---------------------------- | ---------------------------- |
| 1.                           | Vic Elford                   | David Stone                  | Porsche 911 S                | 3:31:30.0                    | 0.0                          |                              |
| 2.                           | Jean-Pierre Hanrioud         | Jean-Pierre                  | Porsche 911 S                | 3:47:45.0                    | +16:15.0                     |                              |
| 3.                           | Sobiesław Zasada             | Eugeniusz Pach               | Porsche 911 S                | 4:01:47.4                    | +30:17.4                     |                              |
| 4.                           | Jean-Pierre Gaban            | Jean-Marie Jacquemin         | Porsche 911 S                | 4:02:04.9                    | +30:34.9                     |                              |
| 5.                           | Bob Neyret                   | Jacques Terramorsi           | Citroën DS 21                | 4:10:25.6                    | +38:55.6                     |                              |
| 6.                           | Jean-Claude Ogier            | Lucette Pointet              | Citroën DS 21                | 4:12:09.2                    | +40:39.2                     |                              |
| 7.                           | René Trautmann               | Philippe Leyssieux           | Lancia Fulvia Rallye 1,3 HF  | 4:20:03.6                    | +48:33.6                     |                              |
| 8.                           | Patrick Lier                 | Silvio Vaglio                | Hillman Imp                  | 4:20:55.7                    | +49:25.7                     |                              |
| 9.                           | Fernand Schligler            | Gérard Couzian               | Renault 8 Gordini            | 4:21:44.0                    | +50:14.0                     |                              |
| 10.                          | Sylvain-François Garant      | Branko Stoikovitch           | Porsche 911                  | 4:22:46.0                    | +51:16.0                     |                              |